# Koń badeńsko-wirtemberski

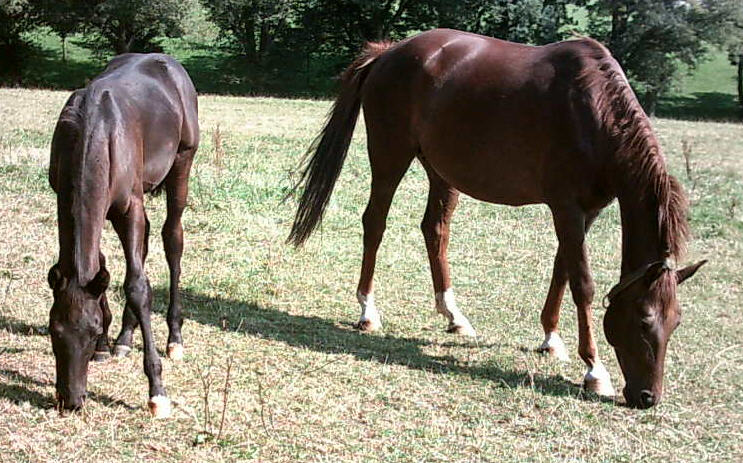
Konie badeńsko-wirtemberskie

Koń badeńsko-wirtemberski, Württemberger, Baden-Württemberger, Württemberg – rasa konia pochodząca z Niemiec.

## Historia rasy
Rasa wyhodowana w Wirtembergii w stadninie Marbach nad Lauterą. Z początku hodowla skupiała się raczej na koniach gospodarskich, masywnych, później jednak sprowadzono do uszlachetnienia pogłowia konie anglonormandzkie, zwłaszcza trakeny. Szczególny wpływ na współczesnego konia wirtemberskiego miał trakeński ogier Julmond. 

## Eksterier, budowa
Koń badeńsko-wirtemberski to koń raczej średniej wielkości o mocnej budowie ciała. Wysokość w kłębie ok. 165 cm. Masa ciała wynosi 450-680 kg. Najczęściej występuje maść kasztanowata z dużymi odmianami, ale spotyka się również inne maści. Kłoda jest zwięzła, dość głęboka; klatka piersiowa głęboka; łopatki skośne, muskularne; kłąb mocny; grzbiet długi i mocny; zad ścięty, dobrze umięśniony; partia kończyn tylnych często mało kształtna; głowa przeciętnej wielkości o prostym profilu; osadzona na dobrze zbudowanej szyi; ogon bujny, wysoko osadzony.

## Temperament
Koń badeńsko-wirtemberski jest twardy i wytrzymały, chętny do pracy, łagodny i spolegliwy.

## Użytkowanie
W dzisiejszych czasach konie badeńsko-wirtemberskie są hodowane selektywnie pod kątem ujeżdżania i skoków. Jeźdźcy cenią jego doskonałą mechanikę ruchu, zwłaszcza w kłusie.

## Inne
W Marbach istnieją bardzo dobre warunki hodowlane, dzięki czemu konie tej rasy są niezwykle zdrowe i zwrównoważone. 
Rasa znakowana jest piętnem rasowym. Jej symbol to pojedyncza jelenia rosocha z czterema odnogami - jedna z tych, które widnieją w herbie Wirtembergii.